# Obersturmbannführer
Obersturmbannführer (lett. "comandante superiore dell'unità d'assalto"; ˈoːbɐʃtʊʁmbanfyːʁɐ; in breve: Ostubaf) era un grado paramilitare del partito nazista adoperato dalle SA (Sturmabteilung) e dalle SS (Schutzstaffel). Il grado di Obersturmbannführer era inferiore al titolo di Standartenführer, ed era equivalente al grado militare di Oberstleutnant (tenente colonnello) nella Wehrmacht.
Con l'espansione delle SA, il grado di Ostubaf fu creato nel maggio 1933 per avere un grado superiore allo Sturmbannführer; allo stesso modo, l'Ostubaf diventò un grado SS. L'insegna dell'Obersturmbannführer era composta da quattro punti argentati e una striscia nera su sfondo argentato. Il grado era anche indossato sulle spalline di un Oberstleutnant ed era il grado maggiore nelle SS e nelle SA che mostrasse le insegne delle unità SS sull'ala del colletto opposta all'insegna del grado.
Numerose unità delle Waffen-SS composte di soldati stranieri erano considerate distinte dalle SS tedesche perciò non avevano il permesso di indossare le rune SS sulle loro mostrine, dovendo invece avere le insegne della propria divisione. I loro gradi erano preceduti dal prefisso "Waffen", invece che "SS", come Waffen-Sturmbannführer.
Tra i personaggi più importanti che si fregiarono del titolo di Obersturmbannführer possono essere ricordati Siegfried Engel, Rudolf Höss, Adolf Eichmann, Joachim Peiper (promosso negli ultimi giorni di guerra a Standartenführer), Herbert Kappler, Walter Rauff e Otto Skorzeny.

## Insegne di grado

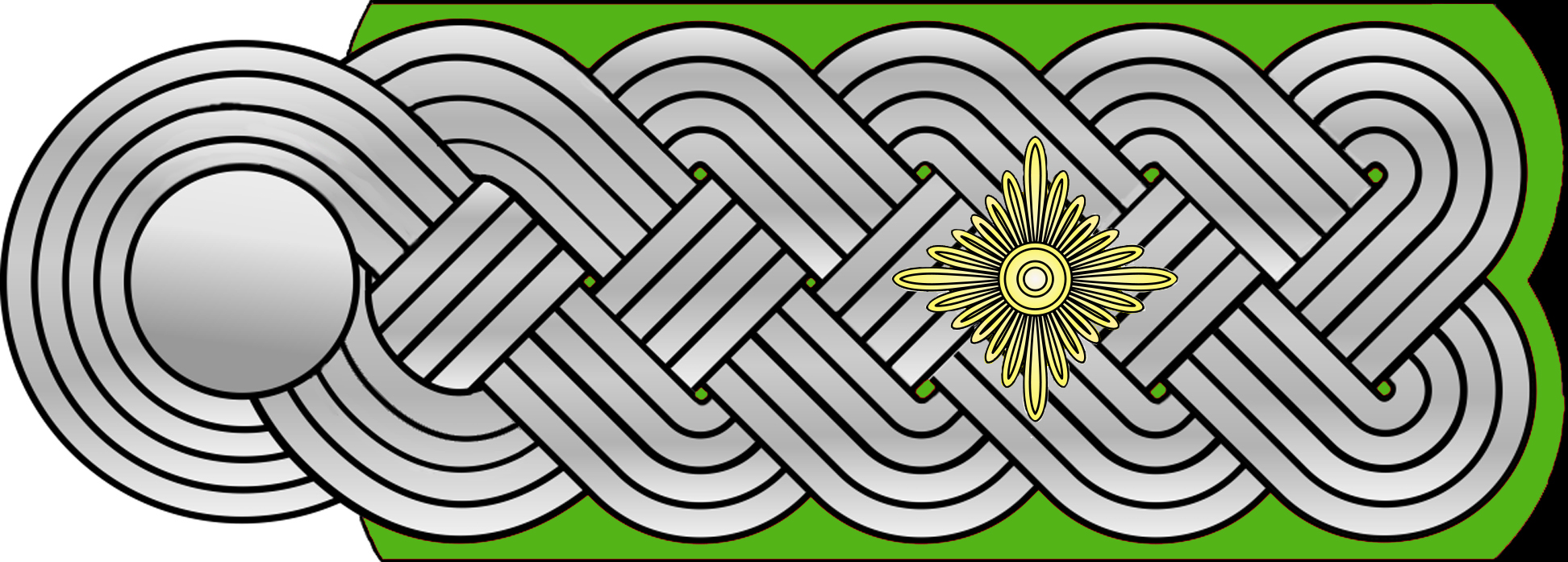
Insegne per spalline
Insegne per colletti
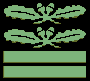
Distintivo per mimetica